# 裂頭絛蟲屬
裂頭絛蟲屬（學名：Diphyllobothrium）是屬於裂頭絛蟲科下的一個屬，裂頭絛蟲可寄生於生物體或人體，造成裂頭絛蟲症。

## 型態
成蟲由三個具有相當差異的部分組成：可分為頭節（頭部）、頸部和下半身。

## 生命週期

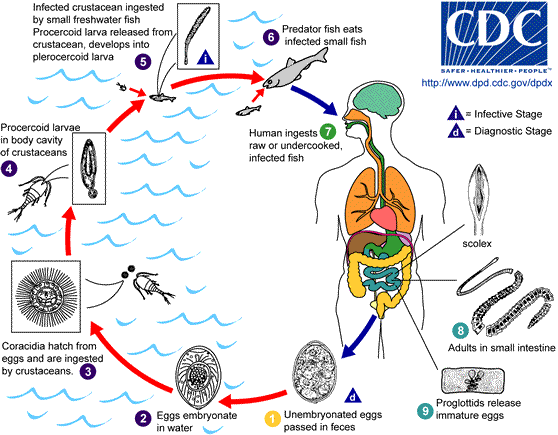
裂頭絛蟲生命週期

成年裂頭絛蟲可能感染人類、犬科動物、貓科動物、熊、海獅、海豹和鼬科動物，但部分非人類物種的記錄的準確性依然存在爭議。
1. 未成熟的卵：通常在哺乳類動物宿主（最終的宿主）中繁殖產下未成熟的卵。
2. 卵胚：藉由宿主糞便流入水中[1]
3. 裂頭蚴：從卵當中孵出裂頭蚴，並且被劍水蚤等橈足類浮游生物（第一中間宿主）攝取進入。
4. 原尾蚴：裂頭蚴在劍水蚤中發育成原尾蚴。
5. 長尾幼蟲：被原尾蚴感染的劍水蚤會被小型魚類（通常是以鰷魚或其他小型淡水魚為第二中間宿主）攝取，並成長為長尾幼蟲。
6. 被長尾幼蟲感染的小型魚類被大型魚類捕食並轉移宿主。
7. 人類食用這些被感染的大型魚類（生食或未煮熟）[2]。
8. 進入到人類小腸寄生並繁殖。
9. 產下未成熟的卵。

由於人類通常不吃未煮熟的小魚和類似的小型淡水魚，因此這並不是主要的傳染源。然而，這些小的第二中間宿主會被較大的掠食者捕食，例如鱒魚、鱸魚、瓦利耶和梭魚。在這種情況下，裂頭蚴會轉移到這些魚的肌肉組織中，哺乳動物會通過食用生的或未煮熟的中間感染宿主魚而被感染。攝入受感染的魚後，長尾幼蟲會發育成未成熟的成蟲，然後發育成成熟的成年絛蟲，並居住在小腸中。成蟲利用其節片的兩個雙邊凹槽（bothria）附著在腸道粘膜上。在一些物種中，如廣節裂頭絛蟲，成蟲長度可達到10米（達30英尺）以上，有超過3000個節片。一條或數條帶狀的原蟲段(因此被稱為絛蟲)定期會從主體分離，並至淡水中釋放出未成熟的卵，重新開始循環。每條絛蟲每天可排出多達100萬個卵子，會隨著隨糞便排出。人類的孵化期，即蟲卵出現在糞便中開始計算，通常於4-6週孵化，但也可能是2週至2年不等。

## 常見種類
該屬中最著名的種包括有：
- D.Latum ：中文學名為廣節裂頭絛蟲，為常見感染人體的寄生蟲，最常可達30英尺，為可以感染人類的最大絛蟲，主要是因為食用生的或是未煮熟的魚類而進入人體[3]。
- D. nihonkaiense ：中文學名為是日本海裂頭絛蟲，是日本最常見感染人類的絛蟲種類，直到1986年才確定與D.Latum為不同種[4]。
- D. klebanovskii ：主要以太平洋中的鮭魚作為中間宿主[5]。
- D. dendriticum ：亦稱為鮭魚絛蟲，有著最廣的存在範圍，整個北半球都能夠發現。
- D. pacificum: 寄生在海獅的絛蟲，有在祕魯沿岸人類體內被發現的紀錄[6]。
- D. ursi: 一種存在於科迪亞克棕熊體內的絛蟲，由於棕熊大量食用鮭魚而進入熊體內[7]。
- D. lanceolatum：存在於阿拉斯加海域的海豹體內[8]
- D. dalliae：被發現於阿拉斯加西部卡斯科奎姆河內的阿拉斯加黑魚[9]。
- D. yonagoensis：日本米子市（Yonago City）一名41歲成年男子服用驅蟲劑（bithionol）排出而被發現，也以發現地命名[10]。